# دوروتی وبر
دوروتی وبر (به انگلیسی: Dorothea Weber) یک کشتی است که طول آن ۱۰۵ فوت ۶ اینچ (۳۲٫۱۶ متر) می‌باشد. این کشتی در سال ۱۹۲۲ ساخته شد.